# Steve Lombard
Steve Lombard es un personaje ficticio que aparece en los cómics publicados por DC Comics. Fue creado por el escritor Cary Bates y el artista Curt Swan, y debutó en Superman #264 en junio de 1973. Es conocido principalmente como uno de los empleados del Daily Planet, el periódico ficticio de Metrópolis donde también trabajan Clark Kent, Lois Lane y Jimmy Olsen. Lombard es retratado habitualmente como el reportero deportivo de la redacción y se caracteriza por su actitud arrogante, su humor algo tosco y su tendencia a hacer bromas pesadas, especialmente a expensas de Clark Kent.
Antes de su carrera en el periodismo, Steve fue un mariscal de campo profesional de fútbol americano, cuya carrera deportiva terminó debido a una lesión. Esta experiencia le da una presencia física imponente y un carácter competitivo, lo que a menudo contrasta con la actitud tranquila y reservada de Clark Kent. A pesar de sus constantes burlas, Steve no es malintencionado, y en varias historias ha demostrado valor, integridad y lealtad hacia sus compañeros cuando las circunstancias lo exigen.
En medios fuera del cómic, Steve Lombard ha aparecido en diversas adaptaciones. En el cine, debutó en el DC Extended Universe con la película El Hombre de Acero (2013), interpretado por Michael Kelly, donde se le retrata como un redactor sarcástico pero profesional del Daily Planet. Aparece nuevamente en el relanzamiento cinematográfico del Universo DC en la película Superman (2025), interpretado por Beck Bennett.

## Historial de publicaciones
Steve Lombard apareció por primera vez en Superman # 264 (junio de 1973) en una historia escrita por Cary Bates y dibujada a lápiz por Curt Swan. Cuando el editor Julius Schwartz sugirió agregar un comentarista deportivo a la transmisión de noticias de Clark Kent, Bates decidió crear un adversario en el lugar de trabajo para que Kent contrastara con la relación amistosa de Kent con los otros miembros del elenco, inspirándose parcialmente en el personaje Ted Baxter de The Mary Tyler Moore Show.
Durante varios años después del debut de Steve Lombard, apareció en casi todas las historias de Superman publicadas. El escritor de Action Comics, Martin Pasko, intentó más tarde explicar la popularidad del personaje:

"... Lombard es uno de los pocos ejemplos de un personaje que todos los guionistas de Superman en ese momento escribimos más o menos de la misma manera, a diferencia de, digamos, la forma en que Lana Lang parecía ser un personaje totalmente diferente cuando en ocasiones aparecía en Acción. Creo que eso se debe a que Lombard fue uno de los personajes más definidos y diseñados con más precisión (aunque no particularmente complejos) que haya manejado; la idea comunicada con mayor claridad que he escuchado de un editor y el escritor que lo co-creó: el jock doofus sin saberlo tratando de romper los cajónes de Superman. La audiencia lo espera, sabiendo que un pie caliente con un fósforo no superará a un pie caliente de la visión de calor, o lo que sea. Y creo que los otros escritores de Superman también lo pensaron. Es por eso que Lombard se convirtió, para mí, al menos, en uno de los mejores ejemplos de lo que, en la comedia de situación, llamamos el 'personaje de ejecución'. Eso es ciertamente lo que Ted Baxter era en la televisión: el personaje que sabías que podías 'recorrer' una escena y hacer reír solo con su aparición. ... El público empieza a reír cuando aparecen porque se ríen de lo que imaginan que va a pasar. Lo están 'esperando'".

Bates sacó a Steve Lombard del elenco de reparto regular de Superman en Superman # 384, aunque su aparición final pre-Crisis on Infinite Earths no fue hasta Superman # 413.

## Biografía ficticia

### Pre-Crisis on Infinite Earths
En la continuidad de Pre-Crisis, Steve "The Slinger" Lombard es un mariscal de campo del equipo ficticio de la NFL, los Metropolis Meteors. El día antes de que su equipo juegue en el Super Bowl, Steve agrava las lesiones existentes en las rodillas mientras salva a un bebé que se cae de un edificio. Un tratamiento de radiación experimental cura sus rodillas, pero también produce una energía que se parece a Lombard en su uniforme de fútbol. La energía responde a los pensamientos de Lombard y comienza a anotar touchdowns en su lugar, ya que Lombard se había perdido la mayor parte del juego debido a su accidente. Al principio, atribuyéndose el mérito del desempeño del ser energético, Lombard confiesa públicamente la verdad después de que el ser se desenfrena y tiene que ser detenido por Superman. Steve renuncia a los Meteoros y se retira del fútbol por sus acciones, lo que llevó a Morgan Edge a contratarlo como comentarista deportivo para Galaxy Broadcasting, trabajando junto al presentador Clark Kent en Six O'Clock News.
Steve es retratado como descarado y demasiado seguro de sí mismo, y a menudo le hace bromas infantiles a Clark Kent (llamándolo "Clarkie"), lo que Kent suele contrarrestar con el uso sutil de sus superpoderes. Sin embargo, Steve también considera a Clark como uno de sus pocos amigos reales, ya que se toma el comportamiento de Steve con calma y nunca le guarda rencor. Steve tiene un hermano llamado Vernon, que es médico, y un sobrino llamado Jaime. Steve también tiene una tía, Kaye Daye, que es una novelista de misterio que trabaja con Mystery Analysts de Gotham City. Morgan Edge finalmente despide a Steve después de muchos años debido a su popularidad en declive entre la audiencia. Steve va al apartamento de Clark en busca de consuelo, solo para ser atacado por un excompañero de cuarto de la universidad que no se encogió de hombros ante las bromas de Steve tan bien como lo hizo Clark, y obtuvo poderes sobrehumanos para vengarse. En una rara demostración de genuina valentía y humanidad, Steve obliga a Clark a ponerse a salvo antes de enfrentarse a su oponente, aunque Clark regresa como Superman y rescata a Steve.

### Post-Crisis
Lombard no formó parte del reinicio original de la historia de Superman que comenzó en la miniserie The Man of Steel de 1986 de John Byrne. Su primera aparición Post-Crisis es como presentador de noticias en WGBS-TV en The Adventures of Superman # 467 (junio de 1990).
A partir de la historia de junio de 2008, Lombard trabaja para el Daily Planet, como editor de la sección de Deportes. Perry White afirma que Steve Lombard ha vuelto recientemente al periódico, por lo que se puede suponer que Steve solía trabajar allí antes de irse a trabajar para WGBS. Action Comics Annual # 11 (mayo de 2008) ofrece la siguiente información sobre Steve: "Reportero deportivo. Steve Lombard jugó al fútbol en la escuela secundaria, la universidad y, brevemente, para los profesionales. Se ve a sí mismo como un hombre, todo lo que Clark Kent no tiene De hecho. Es una enciclopedia ambulante de trivialidades deportivas y humillaciones. Lombard no puede entender por qué Lois Lane no se lanza sobre él.". También se afirma que Steve Lombard a menudo se enfrenta con Ron Troupe en casi todo.
Su personalidad aparece en la historia de 'Brainiac' de 2008. Hace un crudo avance sexual hacia Lois Lane justo en frente de Clark Kent. Insulta la elección de tema de Ron Troupe, pensar que los artículos críticos de los deportes significa que Ron los 'odia'. Disfruta mucho agrediendo a sus compañeros con una pelota de fútbol, riéndose de su tormento. Sin embargo, una vez que surge el peligro real, rápidamente se hace cargo y trabaja con los demás para asegurarse de que todos estén a salvo. Por ejemplo, él y Ron salvan la vida de Cat Grant.
La miniserie de 2009-2010 Superman: Secret Origin estableció que Lombard, en la continuidad post-Crisis infinita, ya estaba en el personal del Daily Planet cuando Clark Kent comenzó a trabajar en el periódico.
La primera aparición de Steve en 'Rebirth' es una cruda confrontación con Lois Lane en la sala de redacción del Daily Planet. Al menos lo que él piensa es Lois Lane de su universo.
Steve Lombard recibe un disparo en el hombro cuando intenta evitar que un pistolero enloquecido mate a varios empleados del Daily Planet. Más tarde se lo ve siendo llevado fuera del edificio.

## Versiones alternativas

### Tierra-Dos
Había una versión de Tierra-2 llamada Steve Bard que apareció en 'Mr. & Mrs. Superman' en el título de Superman Family. Apareció por primera vez en Superman (primera serie) # 29, como bromista, parecido al Bromista.

### Smallville
Steve Lombard aparece en el cómic digital de la temporada 11 de Smallville basado en la serie de televisión que está poseído por Eclipso. Mientras que se dice que Steve Lombard fue recientemente al Daily Star en el episodio "Booster", dejando el Daily Planet, este Steve Lombard es un reportero de bajo nivel del Daily Planet, que trabaja en el sótano del edificio.

### Tierra-Tres
En el New 52, Ultraman mencionó una versión alternativa de Steve Lombard durante su ataque al Daily Planet. Le dice a Jimmy Olsen que el Jimmy Olsen de Tierra Tres había despellejado a Steve Lombard por mirar su colección privada de imágenes de Superwoman. Esta fue la única referencia hasta ahora al personaje.

### All-Star Superman
Steve Lombard aparece como un personaje secundario menor en la serie limitada All-Star Superman de Grant Morrison. Esta encarnación trabaja como redactora deportiva en el Daily Planet. Su carácter y apariencia son similares al Post-Crisis Lombard. En All-Star Superman # 7, Steve demuestra ser inmune al virus Bizarro debido a su uso de drogas que mejoran el rendimiento. En el mismo tema, arriesga su vida para defender a sus compañeros de trabajo del peligro. También usa un tupé que niega que exista.

## En otros medios

### Televisión
- Aunque en realidad no aparece en el programa, se hace referencia a Steve en el episodio de Smallville, "Booster" como un ex reportero del Daily Planet, quien recientemente se acercó al Daily Star.
- Steve aparece sin líneas en el episodio de DC Super Hero Girls, "#EmperorPenguin" como un actual mariscal de campo profesional de fútbol y exalumno de la Escuela Metropolis High.
- Steve Lombard aparece en Mis aventuras con Superman, con la voz de Vincent Tong.[18]Esta versión es miembro de la "Scoop Troop" del Daily Planet.

### Película

#### Animación
- Steve Lombard aparece en All-Star Superman con la voz de Kevin Michael Richardson.
- Steve Lombard aparece en Superman: Unbound con la voz de Diedrich Bader. Durante una conversación con Lois se da a entender que sospecha que Clark es gay; explica que Clark es reservado sobre si tiene novia y tiene la figura de un culturista, pero que no le gustan los deportes. Más tarde, cuando Clark le propone matrimonio a Lois, afirma que sabía desde el principio que los dos estaban involucrados románticamente, y otro reportero señaló sarcásticamente que no.
- Steve Lombard aparece en las películas animadas Death of Superman y Reign of the Supermen con la voz de Max Mittelman no acreditado.

#### Acción en vivo
- Michael Kelly interpretó a Steve Lombard en El hombre de acero (2013). Steve está presente en la Batalla de Metrópolis; cuando el General Zod y su ejército invaden la ciudad, Steve y Perry White intentan sacar a su compañera de trabajo Jenny Jurwich de debajo de los escombros de un edificio. Después de que Superman los salva, Steve, Perry y Jenny ven la nave estelar Black Zero mientras es absorbida por la Zona Fantasma. Cerca del final, intenta invitar a salir a Lois y Jenny, pero ambas lo rechazan.
- Steve Lombard aparecerá en Superman (2025), interpretado por Beck Bennett.[19]

### Varios
- Aunque no aparece en The Batman, Steve Lombard hace un cameo en el número 44 del cómic derivado The Batman Strikes en el Daily Planet.